# Acaule

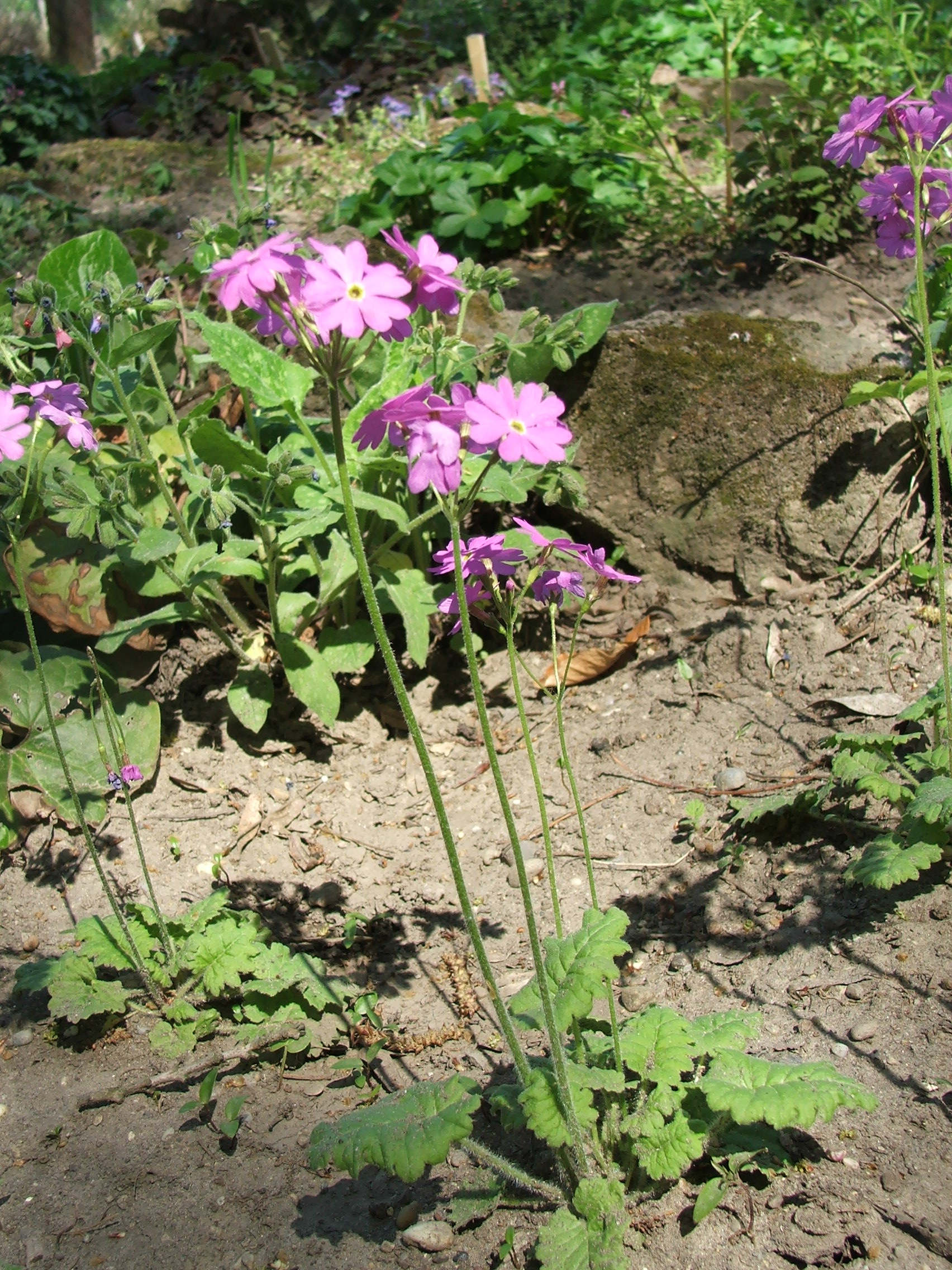
Primula cortusoides. Se puede apreciar la ausencia de tallo central, las hojas surgen del suelo directamente.

Acaule es un término botánico (del latín a-sin y caulis-tallo) que se aplica a las plantas que poseen un tallo tan corto que no supera el nivel de la tierra. Además, la excesiva proximidad entre los nudos hace que las hojas surjan directamente a ras de suelo formando una roseta basal.
Estas plantas representan el estrato más bajo de vegetación en la clasificación de Raunkier (plantas hemicriptófitas).
El tusilago, diente de león, prímulas (o primaveras), la planta araña, el agave, son algunas especies acaulescentes.